# NGC 6397

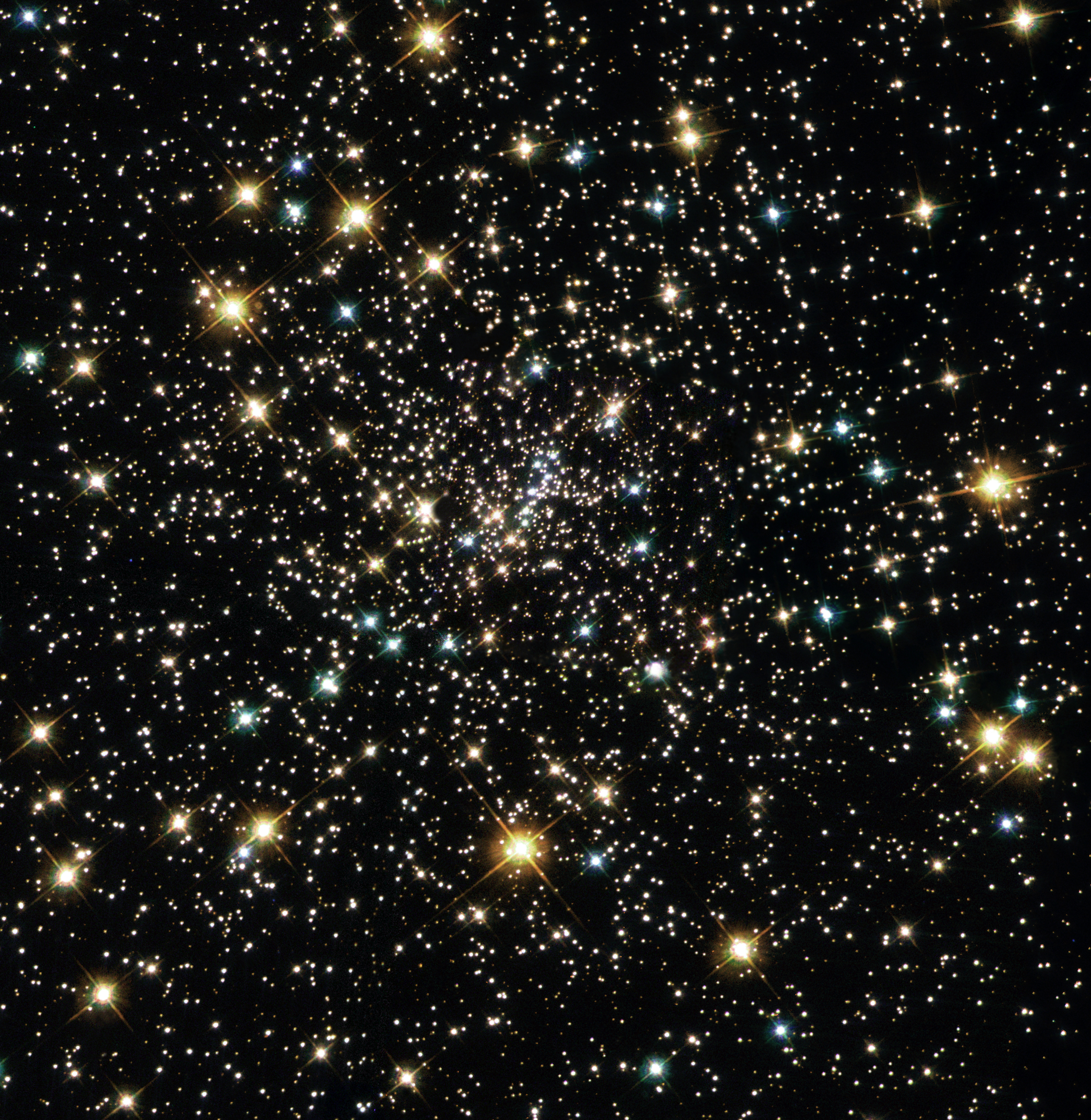
NGC 6397

NGC 6397 sau Caldwell 86 este un roi globular din constelația Altarul. Este localizat la aproximativ 7200 de ani-lumină distanță, fiind unul dintre cele mai apropiate două roiuri globulare de Pământ (celălalt fiind Messier 4). Acest roi conține aproximativ 400 000 de stele,  și poate fi văzut cu ochiul liber în condiții bune de observare. 